# Olidin olidena
Olidin olidena è un album del gruppo I Trilli pubblicato nel 2010 dall'etichetta  Fonola Dischi. 
Secondo album della nuova formazione dei Trilli, composta da Vladimiro Zullo e Francesco Zino. Prodotto e realizzato da Enrico Bianchi, contiene delle partecipazioni speciali dei Buio Pesto, Piero Marras, Piero Parodi e l'ultima incisione di Giuseppe Zullo, detto Pippo, fondatore dei Trilli. 

## Tracce
1. Saluta Zena (Antola, Anselmi, De Scalzi, Merli)
2. Oh che bei tempi (Masuero, Deliperi, Merta, Merli, Poltini, De Scalzi)
3. Doppo pranso a Marrakech (Pomeriggio a Marrakech) (con la partecipazione dei Buio Pesto) (Gian Piero Reverberi, Zullo, Deliperi, Maisano, Dellacasa)
4. Sa oghe e Maria (con la partecipazione di Piero Marras) (Marras, F. Zino)
5. E oua vo diggo in muxica (L'ultimo brano inciso da Pippo dei Trilli) (Zullo, Bianchi)
6. Olidin olidena (con la partecipazione di Piero Parodi) (Vittorio De Scalzi, Benito Merli)
7. E nostre donne (F. Zino)
8. Quarto a o ma (Buzzelli, Lugaro)
9. Schitta pescio (De Scalzi, Carrai)
10. Per andare via (Zullo, Maisano, Carrai)
11. Chitarra zaneize (Bergonzi, Carbone)
12. Noiatri do Brazil (Zullo, Deliperi)